# Jocco Abendroth
Jocco Abendroth, eigentlich Jürgen Peter Abendroth, (* 28. August 1953 in Bad Camberg; † 15. Juni 2007 in Frankfurt am Main) war ein deutscher Sänger, Gitarrist und Komponist.

## Leben und Werk
Seine Musik erinnert oft an die amerikanischer Musiker wie beispielsweise John Mellencamp, Bruce Springsteen, Southside Johnny. Sein wohl größter kommerzieller Erfolg war „Herzen müssen brennen“ aus dem Jahr 1987. Laut Robert Lyng (Soundcheck 2/87) zeichnete sich Abendroths Musik damals aus durch „Piano, Power-Accordeon und einen in Deutschland unvergleichbaren „laidback backbeat“ (die 2 und 4 betont). Aber so lässig gespielt, dass der Charakter absolut amerikanisch ist“.
Abendroths Stimme hatte einen unüberhörbar norddeutschen Klang. Zusammen mit der musikalischen Mischung und den manchmal träumerischen Fernwehtexten ergaben sich Parallelen zu den späteren Platten von Achim Reichel.
Jocco Abendroth erlag im Juni 2007 im Bürgerhospital in Frankfurt am Main einem Krebsleiden.

## Diskografie
- 1987: Herzen müssen brennen (S/M, Metronome)
- 1987: Viel zu heiß (LP/CD, Metronome)
- 1989: Rauschen/Irgendwann (S, Teldec)
- 1989: Flamingo (S/M, Teldec)
- 1989: Jocco Abendroth (LP/CD, Teldec)
- 1990: Schafe (S/M, Teldec)
- 1990: Noch’n Stück (LP/CD, Teldec)
- 2000: Aggayu (CD-M, Metropolitan)
- 2004: Aggayu (CD-M, CoraZong)
- 2004: Havana (CD, CoraZong)
- 2005: Nobody Is Perfect (CD-EP, Empress-Records)
- 2007: Morgen ist bald (CD, Empress-Records)
- 2008: Das Kommando (CD-EP, Empress-Records)

Hinweis: Die Empress-Veröffentlichungen sind von Jocco Abendroth nicht autorisiert worden, waren aber im freien Handel erhältlich. Es handelt sich hierbei um Demomaterial, teilweise noch nicht fertiggemixte Songs.

## Konzert
Ihm zu Ehren fand an seinem Geburtstag am 28. August 2008 das Memorial Konzert im Sinkkasten in Frankfurt am Main statt, bei dem seine Musiker und Freunde seine Songs interpretierten.